# CFF Olimpia Cluj-Napoca
El CFF Olimpia Cluj-Napoca és un club femení de futbol de Cluj-Napoca que juga a la Superlliga Romanesa.
Ha dominat el campionat des de la seva fundació al 2010 amb sis títols consecutius. El primer títol nacional que no va guanyar va ser la Copa 2015/16, on va perdre contra l'ASA Târgu Mures a la final.
A la Lliga de Campions el seu millor resultat va ser a la 2012/13 quan va arribar als vuitens de final eliminant al SV Neulengbach.

## Palmarès
- 11 Lligues de Romania
  - 10/11 - 11/12 - 12/13 - 13/14 - 14/15 - 15/16
- 8 Copes de Romania
  - 10/11 - 11/12 - 12/13 - 13/14 - 14/15

| 11/12 | SFK Sarajevo       | Olympique Lió       |                |
| 12/13 | SU 1r. de Dezembro | SV Neulengbach      | Sassari Torres |
| 13/14 | Spartak Subotica   |                     |                |
| 14/15 | Raheny United      |                     |                |
| 15/16 | ZNK Pomurje        | Paris Saint-Germain |                |
| 16/17 | Medyk Konin        |                     |                |

- ¹ Fase de grups. Equip classificat pillor possicionat en cas d'eliminació o equip eliminat millor possicionat en cas de classificació.